# Baarn

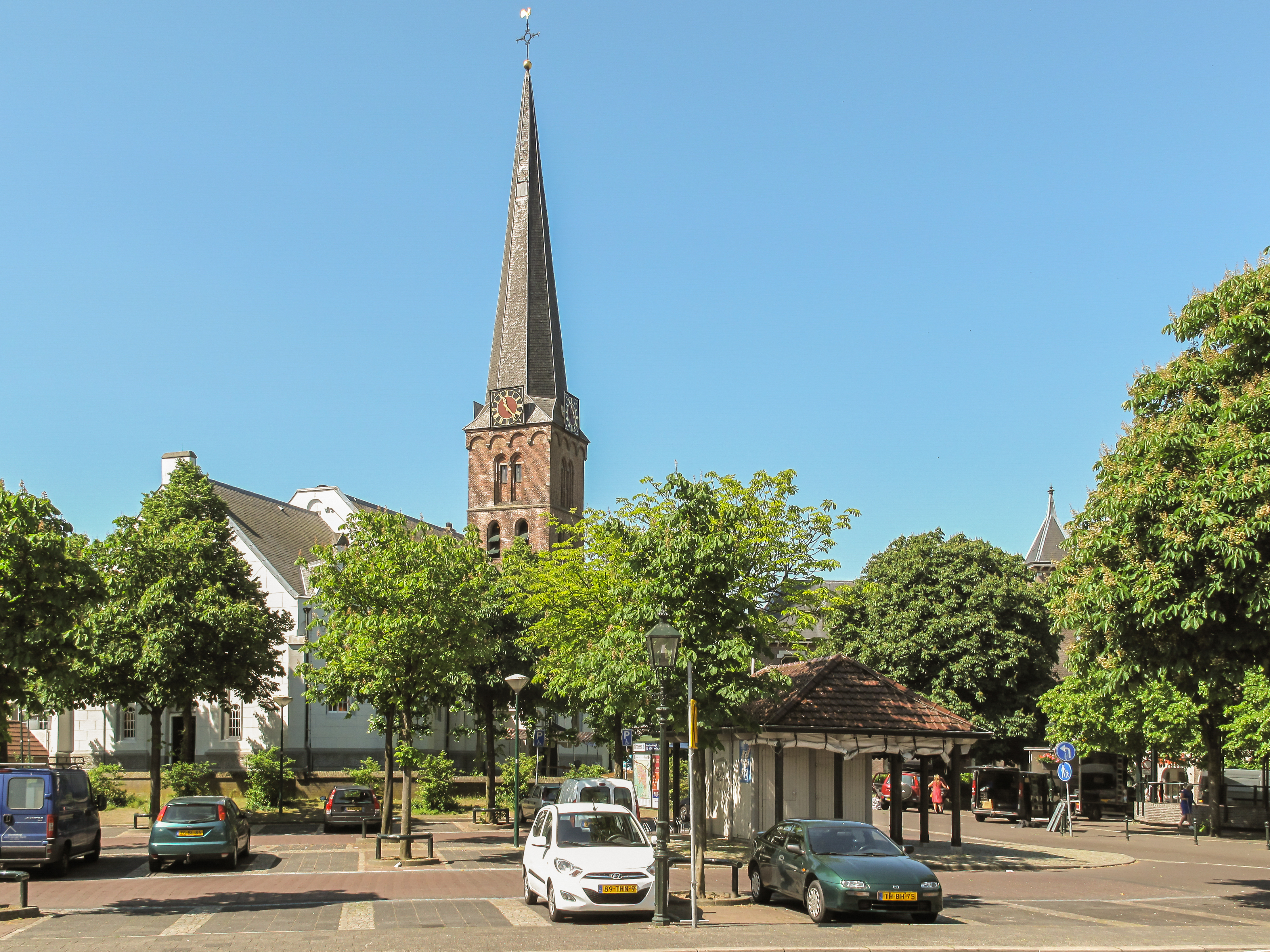
Pauluskerk

Baarn (uitspraakⓘ) is een stad en gemeente in de Nederlandse provincie Utrecht, gelegen aan de rivier de Eem. De gemeente telt 25.065 inwoners en heeft een totale oppervlakte van 33,01 km², waarvan 32,54 km² land en 0,47 km² water (22 november 2024, Bron: CBS). Een inwoner van Baarn wordt een Baarnaar genoemd en iemand die geboren en getogen is in Baarn een Barinees. Een Baarnaar behoeft niet in Baarn geboren of opgegroeid te zijn. De Nederlandse koning of koningin voert de titel Heer (respectievelijk Vrouwe) van Soest, Baarn en Ter Eem.

## Geschiedenis
Baarn ligt in het midden van Nederland aan de Utrechtse zijde van de grens van de provincies Utrecht en Noord-Holland, aan een van de weinige rivieren die van bron tot monding op Nederlands gebied liggen, de Eem. Al vanaf 8000 tot 4500 v.Chr. heeft de mens zich in de omgeving van de rivier opgehouden. Het bewijs hiervoor is geleverd door enkele duizenden stuks vuursteen, haardplaatsen en paalkuilen die bij een viertal archeologische onderzoeken zijn gevonden. Deze vondsten van een bivakplaats uit de oude en Middensteentijd werden in 1988 aangetroffen bij de aanleg van bedrijventerrein De Drie Eiken.
De eerste permanente bewoning vond plaats in de bossen bij Lage Vuursche. Het betrof scherven aardewerk uit de Jonge Steentijd en een twintigtal grafheuvels. De oorsprong van het dorp Baarn ligt in de twaalfde eeuw. In die tijd werden de bestaande dorpen te klein, mede door de kruistochten, de handelsbetrekkingen met andere regio's en de groei van de bevolking. Doordat elk dorp in grote mate in eigen behoefte voorzag, moest men over een omliggend gebied van voldoende grootte beschikken, bijvoorbeeld om in de behoefte aan brandstof te voorzien of om het vee te kunnen weiden. In en rond de twaalfde eeuw ontstonden daardoor vele nieuwe nederzettingen, waaronder waarschijnlijk ook het huidige Baarn. De eerste nederzetting, die in de omgeving van de Leestraat lag, zal uit maximaal een twintigtal boerderijen hebben bestaan. Pas in de veertiende eeuw verplaatst de kern van het dorp zich in de richting van de Brink, waar in de eerste helft van diezelfde veertiende eeuw de Pauluskerk is gebouwd.
De oorsprong van de naam 'Baarn' geeft nog steeds veel stof tot discussie. Tot een bevredigend antwoord heeft deze nog niet geleid. Het meest voor de hand liggend lijkt dat de naam een verwijzing is naar 'een gebied waar veel brandstof te halen of te delven is', (vergelijk 'Barneveld': veld waar brandstof te halen valt). Klinkermetathesis zorgt voor omdraaiing van de r en de a: branden wordt barnen. De naam wordt voor het eerst genoemd in een oorkonde uit 1280. Hierin wordt vermeld dat de grondbelasting van stukken grond van de abdij van Elten voortaan betaald werd aan de Graaf van Holland.

### Stadsrechten
Waarschijnlijk verleende Jan van Arkel, de bisschop van Utrecht, in 1350 de inwoners van Baarn stadsrechten, het recht van zelfbestuur. De bisschop verleende dit recht vermoedelijk omdat Baarn in omstreden gebied lag. Zowel 't Sticht als het graafschap Holland maakte aanspraak op dit gebied. Het voorheen moerassige gebied was economisch aantrekkelijker geworden door de mogelijkheid om er turf af te graven. De rechten van de 'Stat van Baerne' werden vastgelegd in 22 artikelen. Artikel 1 bepaalde dat er zeven schepenen zouden zijn die gekozen werden uit de bewoners van Baarn. Er was dus een eigen rechtbank. Veel artikelen gaan over het handhaven van orde en veiligheid. Wie bij een opgelegde straf niet gehoorzaamde kon in gijzeling worden gesteld op Huis Ter Eem, dat eigendom was van de bisschop. In 1426 werden de rechten bevestigd door Zweder van Culemborg. In 1457 werden de stadsrechten opnieuw bevestigd (en beperkt uitgebreid) door bisschop David van Bourgondië. Tot 1674 werd er recht gesproken op Huis ter Eem of in het Schoutenhuis, in 1674 kwam er een rechthuis.
Het recht van ommuring heeft Baarn nooit gekregen. Baarn heeft daarom nooit een muur of wal om het dorp heen gehad. Maar omdat Baarn bijdroeg aan de kosten van de omwalling rond Amersfoort verwierven de inwoners het recht om zich in oorlogstijd binnen de muren van Amersfoort in veiligheid te brengen.

### Kerstbrand van 1481
In december 1481 lopen de grensincidenten uit op een strafexpeditie van de plaatsvervanger van de  Graaf van Holland Joost van Lalaing, die de plaatsen Eemnes, Soest en Baarn plunderde en platbrandde tussen 21 en 25 december 1481. In Baarn bleven alleen de kerk en enkele huizen gespaard. Vele burgers konden nog vluchten naar de stad Amersfoort, waarmee ze een verdrag hadden. Baarn zou mede door de brand nog lang een boerendorp met een brink en een kerk blijven. Deze verwoesting maakte dat de groei van het dorp werd belemmerd, ondanks de stadsrechten en privileges.

### Bevolkingsgroei
Rond 1500 had Baarn negenhonderd inwoners. Een daling is te zien in 1633 toen na telling ongeveer 650 inwoners Baarn bevolkten. Echte groei ontstond tussen het einde van de achttiende eeuw en circa 1830. Toen telde Baarn zo'n 1800 inwoners. Fabrieken werden gevestigd en men bouwde bijbehorende arbeiderswoningen. Zo vestigde zich in 1802, aan de Hoofdstraat, de tapijtfabriek van Scheerenberg. In 1807 had de fabriek zo'n driehonderd werknemers in dienst. Ook vestigden zich spinscholen in Baarn en Soest. In een latere periode begon patisserie De Ruijter aan de Brinkstraat 25-27 met de fabricage van haar vermaarde gestampte muisjes.

### Buitenplaatsen
In de middeleeuwen stond een aantal kastelen in de omgeving van Baarn. Aan de Eem stonden Huis Ter Eem bij Eembrugge en kasteel Hamelenberg bij de Oude Melm in Soest. In het noordwesten stond ridderhofstad Drakenburg en bij Lage Vuursche kasteel Drakensteyn. Deze kastelen hadden een verdedigingsfunctie.
In de Gouden Eeuw, van 1600 tot 1672, stond Amsterdam centraal in de ontwikkeling van Baarn. Baarn was vergeleken bij het grote Amsterdam slechts een dorp, maar wel een aantrekkelijk dorp voor de hoofdstedelijke kooplieden en patriciërs. Stedelijke regenten lieten tot ver in de achttiende eeuw weelderige zomerverblijven en jachthuizen bouwen op grote stukken land in Baarn. Zoals het lustslot 'Soestdijk' (thans paleis Soestdijk), tussen 1674 en 1678 gebouwd door de Amsterdamse burgemeester Cornelis de Graeff, de buitenplaats Groeneveld en ook hofstede De Eult, omstreeks 1640 gebouwd door de Amsterdamse burgemeester Johan Bicker op een stuk grond aan de dijk naar Soest. Vermeldenswaard is ook de buitenplaats Pijnenburg, met Huis Pijnenburg, een ontwerp van architect Philips Vingboons, gebouwd in 1647 voor de rijke weduwe Sara de Wael. Voorts is de buitenplaats Rusthoek een bijzondere locatie. De buitenplaats werd in 1771 gesticht door Hendrik Rietveld en heette Zeezicht naar het toen onbelemmerde uitzicht op de voormalige Zuiderzee. Oorspronkelijk was Zeezicht een blokvormig buitenhuis met ervoor een groot gazon en een oprijlaan. In de as achter het huis lag een kruisvijver met zichtlijn op de kerktoren van Blaricum. In 1902 werd het huis afgebroken en in 1905 werd er een nieuw huis gebouwd, ontworpen door de architecten Th. G. Schill en D.H. Haverkamp. Andere buitenplaatsen uit de achttiende eeuw waren de Hooge Vuursche, Huis Schoonoord, Heuveloord, Villa Nova, Klein Drakenstein en de villa's Peking en Canton.
Invloed op het landschap
Onder invloed van de mode in die tijd werden bij de buitenplaatsen bossen, tuinen en lanen aangelegd in de Fransbarokke stijl. De oprijlanen waren ten minste 45 meter breed met twee rijen bomen aan weerszijden. Deze lanen dienden ook als zichtlijn. Zo werd bij Paleis Soestdijk de Koningslaan aangelegd. De Amsterdamse burgemeester Willem Gideon Deutz liet bij zijn buitenhuis De Eult zelfs drie lanen aanleggen of verbreden: de Postweg (tussen kasteel Groeneveld en Soestdijk), de Oranjeboomschenstraatweg (naar de brink) en de Torenlaan die in op de Pauluskerk was gericht.
De buitens lagen door de eeuwenlange beweiding, houtkap en turfsteken in een open heidelandschap met zandverstuivingen. Van Deutz liet de open omgeving van De Eult bebossen tot een sterrenbos, het huidige Baarnse Bos. Het strekte zich uit van de Koningslaan tot aan de huidige Molenweg. Later in de achttiende eeuw werden ook de landgoederen Pijnenburg, De Hooge Vuursche, Soestdijk en Groeneveld bebost. De mode schreef toen niet langer Franse geometrische vormen voor, maar Engelse landschapstuinen. De bebossing werd in de negentiende eeuw steeds grootschaliger door de aanleg van productiebossen. Zo werden enerzijds de zandverstuivingen tegengegaan, terwijl het hout verkocht kon worden voor gebruik bij de mijnbouw in Limburg. Door deze steeds verdergaande bebossing was er steeds minder grond beschikbaar voor landbouw. Alleen op de noordelijke eng van Baarn werd in de negentiende eeuw nog rogge en boekweit verbouwd. De lager liggende gronden richting de Eem werden als weide en hooiland voor de veehouderij gebruikt.

### Negentiende eeuw
De plaatselijke middenstand breidde fors uit. Kruideniers, meubelmakers, bloemisten, kledingontwerpers en schoenmakers stelden hun diensten ter beschikking. Zij etaleerden hun producten en zo ontstond een nieuw verschijnsel: de winkelstraat. Oude woonstraten als de Laanstraat, Brinkstraat, Nieuwstraat en Nieuw Baarnstraat kregen een winkelfunctie en niet voor niets kreeg de Laanstraat als bijnaam Baarnse Kalverstraat. De Laanstraat is in 1876 genoemd naar een van de eerste burgemeesters van Baarn, mr. J.C.G.C. Laan.

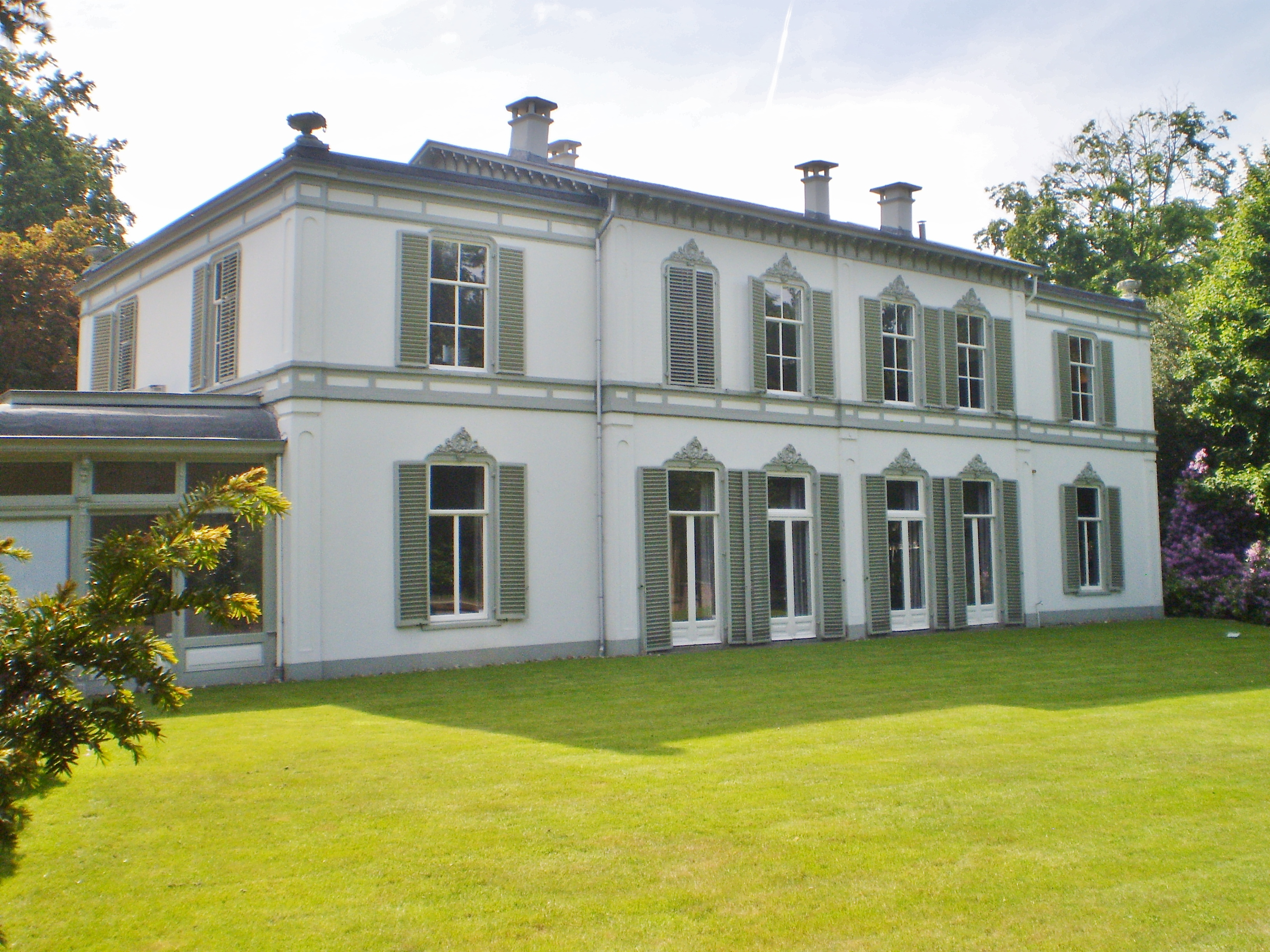
Buitenzorg

Overige buitenplaatsen:
- Benthuijs
- Villa Peking
- Drakenburg
- Buitenzorg
- Pera
- Schoonoord
- De Hooge Vuursche III
- Huize Canton
- Berg en Dal
- Baarnse Bos
- Intimis

### Aanleg spoorlijn

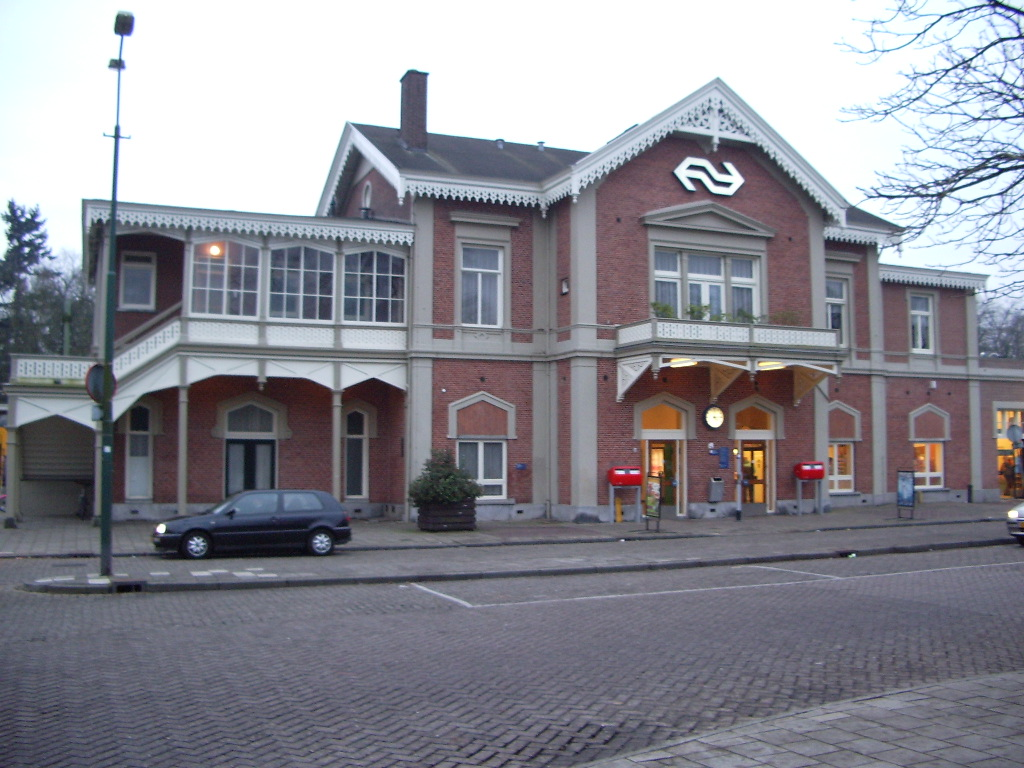
Station Baarn

De buitenhuizen boden ook werkgelegenheid, waardoor Baarn in 1850 meer dan 2000 inwoners telde. Deze woonden rondom het centrum en langs reeds bestaande wegen en paden. Bij de aanleg van de spoorlijn van spoorlijn Amsterdam - Amersfoort in 1874 door de Hollandsche IJzeren Spoorweg Maatschappij liep het tracé over de domeinen van prins Hendrik van Oranje-Nassau, die op paleis Soestdijk woonde. Het lukte de prins niet om een eigen station bij zijn buitenhuis te krijgen, maar Baarn kreeg wel een station. Het stond ten zuidwesten van het brinkdorp. Hiervoor moest de natuurlijke stuwwal doorgraven worden, waardoor het 'spoorravijn' ontstond. Het vrijkomende zand werd gebruikt voor het spoortracé door het stroomgebied van de Eem, richting Amersfoort. De wijk bij het station werd dan ook Prins Hendrikpark genoemd. De bouw van het station bood projectontwikkelaars de kans om rond het station villawijken aan te leggen voor met name rijke inwoners uit Amsterdam die er 's zomers woonden.

### Villawijken

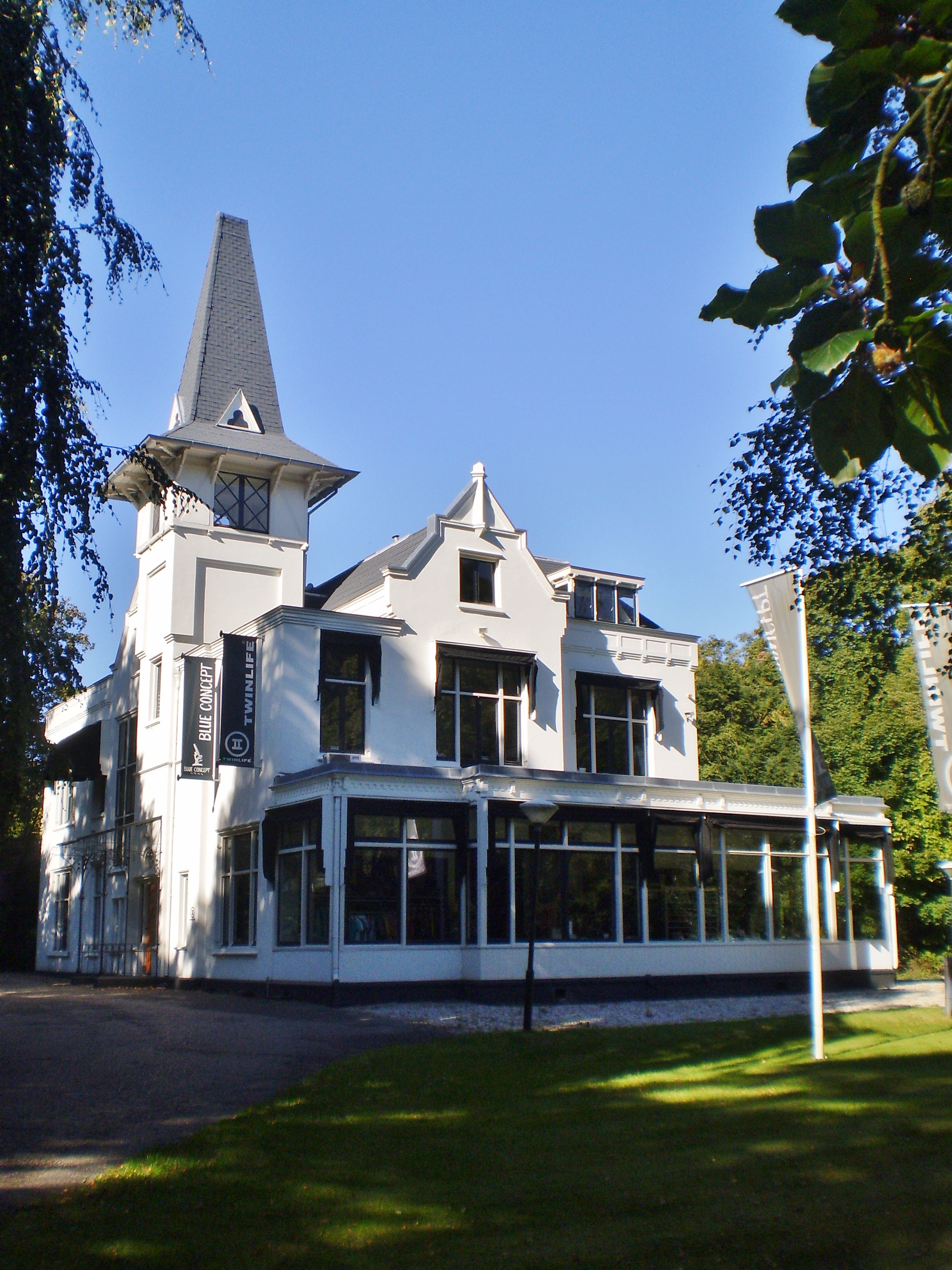
Torentjesbouw

De vroegere buitenhuizen bestonden vaak uit één bouwlaag, de kavels waren daarvoor groot genoeg. De nieuwe villa's bestonden uit twee verdiepingen. De grotere villa's hadden vaak een torentje dat uitzicht bood op de Zuiderzee. De villawijken Amaliapark, Prins Hendrikpark, Wilhelminapark en het Emmapark lagen aan de westzijde van de bestaande bebouwing. Plannen om het Pekingbos te bebouwen stuitten op veel verzet, de bebouwing van het Roosterbos aan de westzijde van de spoorlijn ging na veel vertraging uiteindelijk helemaal niet door. Veel welgestelden, grotendeels afkomstig uit Amsterdam, vestigden zich hier tijdens de zomermaanden of permanent en lieten ruime villa's bouwen op grote kavels, net als in andere plaatsen van het Gooi. Zij waren afkomstig uit de Amsterdamse bovenlaag die de uitdijende stad met haar armoede, besmettelijke ziekten, misdaad en prostitutie wilden ontvluchten. Vele families die in het buitenland (Indië) rijk waren geworden, kozen Baarn als hun laatste woonoord. Hier konden ze in alle rust, omgeven door weiden en heidevelden, genieten van hun laatste levensjaren. Dat gaf Baarn de macabere bijnaam 'het groene graf'. Hun leven dat ze in Amsterdam waren gewend probeerden ze voort te zetten door het opzetten van luxe hotels, een eigen school, sociëteiten en een concertzaal. Baarn kreeg zelfs een drukbezocht badhotel, dat door Berlage in 1887 werd gebouwd (met uitzondering van het torentje is dit gebouw in 1984 gesloopt). Het was een poging van de projectontwikkelaars om de villawijken extra aantrekkelijk te maken. De villa's werden gebouwd met toevoegingen als veranda's, serres, erkers, balkons en zelfs torens.
De grootste kavels lagen op de hogere stuwwalgronden (hoog Baarn), de gronden op de overgang van hoog naar laag was bestemd voor de kleinere villa's en wijken als de Transvaalijk en Oosterhei. De nieuwe ingezetenen verkregen invloed in de gemeenteraad of commissies tot Nut van het Algemeen. Tot genoegen van de gemeente en projectontwikkelaars zorgde de nieuwe elite ook zelf voor de aanleg van wegen. Door hun initiatief of met hun geldelijke steun komt er al spoedig gas, water en elektriciteit in Baarn. Ook schenkingen en giften komen voor in de vorm van het Maarschalksbos of een voetbrug over het spoor. Zo schenkt August Janssen zelfs een badinrichting aan de bewoners van Baarn.

Serrebouw

Na de Eerste Wereldoorlog werden in de crisistijd vooral huizen voor de middenklasse gebouwd. Tot 1902 was verordend dat voor de bouw van huizen aan de openbare weg een vergunning nodig was. Villaparken waren daarvan vrijgesteld omdat de wegen daar particulier eigendom waren. Tuinen en parken van eerdere villa's werden dan vaak verkaveld in kleinere percelen, zoals het Schoonoordpark. Veel van de nieuw gebouwde huizen werden voorzien van serres, om ook bij een kleinere tuin het gevoel te hebben om 'buiten' te wonen. De bevolking groeide bovendien door de grondspeculatie die op gang kwam na de aanleg van de spoorbaan. Van veel keuterboertjes in het centrum van Baarn werd de pacht opgezegd, waarna deze mensen zich noodgewongen op de hei gingen vestigen. Met name 's winters was het een hard bestaan voor de vele kleine zelfstandigen die geen werk hadden omdat de kapitaalkrachtige villabewoners dan hun zomerverblijven in Baarn verruilden voor hun woning in de stad. Omstreeks 1910 raakte de buurt Oosterhei overvol. De gezinnen waren groot en goedkope huurwoningen waren schaars. Pas na 1920 zou in Baarn worden begonnen met sociale woningbouw met de bouw van het 'rode dorp' en de huidige 'bloemenbuurt'. De lage gedeelten aan de noord- en oostzijde van Baarn werden bebouwd met arbeiderswijken als de Noordereng. Door deze bebouwing steeg het inwoneraantal van Baarn in 1940 tot boven de tienduizend. Na de aanleg van de spoorlijn namen handel en industrie toe en werd Baarn van een agrarisch dorp een villadorp.

### Na 1945
Van 4 september 1948 tot 30 april 1980 was de gemeente een koninklijke residentie aangezien koningin Juliana op Paleis Soestdijk woonde, dat op het grondgebied van Baarn gelegen is.
De bebouwing van de Zeeheldenwijk rondom de Van Wassenaerlaan werd na de oorlog vervolgd met een deel rondom de Zoutmanlaan en Doormanlaan. Aan de noordzijde van de woonkern ontstonden in de jaren vijftig de Professoren-, Staatslieden- en Schilderswijk. In de jaren zestig volgde de Componistenwijk. Bedrijventerreinen Noordschil (westzijde) en De Drie Eiken (oostzijde) werden aangelegd in de jaren zeventig, evenals als sportpark Ter Eem. Door de afsluiting van de Zuiderzee in 1932 werd het na de Tweede Wereldoorlog ook mogelijk om de lagere delen van Baarn te bebouwen. Aan de buitenkant van Baarn werd op het veen- en klei grootschalige nieuwbouw gepland tussen de tegenwoordige Wijkamplaan-Bremstraat en de Praamgracht. Na de bebouwing van de omgeving van de Oosterhei werd begonnen aan de wijk Eemdal aan de oostzijde van Baarn. De bebouwing van het Eemdal tussen de Bestevaerweg en de Eem gebeurde in zes fases. De noordelijkste wijk Eemdal 6 werd afgerond in de jaren negentig van de twintigste eeuw. Het gedeelte tussen het Eemdal en de Eem bleef onbebouwd. Door inbreiding vond sindsdien nog op enkele delen woningbouw plaats op plekken waar bedrijven verdwenen (De Kwekerij, Pluimhof, Perahof en De Ruijterhof) Bovendien maakte een behoorlijk aantal villa's plaats voor flat- en bungalowbouw. In Baarn is in de loop der jaren een behoorlijk aantal villa's gesloopt om onder meer ruimte te maken voor nieuwbouw. Zo hebben de villa's Waldheim en Baarnstein het veld moeten ruimen voor een schoolgebouw respectievelijk een serviceflat. Nog steeds is, wandelend door de dorpskern en door de boomrijke lanen van 'Hoog Baarn', te zien dat Baarn veel van zijn oude charme behouden heeft.

### Gemeenteraad
In 1939 besloot de gemeente Baarn om het toenmalige wapen, een blauw schild met daarop een man die een steigerend paard bij de teugel houdt, te vervangen door het wapen dat tot 1867 gebruikt werd: een gouden priester op een blauw veld. De wijziging werd in 1969 door Hoge Raad van Adel bevestigd. Zie het artikel wapen van Baarn voor meer informatie. De gemeenteraad van Baarn bestaat uit 19 zetels. Hieronder volgt de samenstelling van de gemeenteraad sinds 1949:
| Gemeenteraadszetels            | Gemeenteraadszetels | Gemeenteraadszetels | Gemeenteraadszetels | Gemeenteraadszetels | Gemeenteraadszetels | Gemeenteraadszetels | Gemeenteraadszetels | Gemeenteraadszetels | Gemeenteraadszetels | Gemeenteraadszetels | Gemeenteraadszetels | Gemeenteraadszetels | Gemeenteraadszetels | Gemeenteraadszetels | Gemeenteraadszetels | Gemeenteraadszetels | Gemeenteraadszetels | Gemeenteraadszetels | Gemeenteraadszetels |
| Partij                         | 1949                | 1953                | 1958                | 1962                | 1966                | 1970                | 1974                | 1978                | 1982                | 1986                | 1990                | 1994                | 1998                | 2002                | 2006                | 2010                | 2014                | 2018                | 2022                |
| ------------------------------ | ------------------- | ------------------- | ------------------- | ------------------- | ------------------- | ------------------- | ------------------- | ------------------- | ------------------- | ------------------- | ------------------- | ------------------- | ------------------- | ------------------- | ------------------- | ------------------- | ------------------- | ------------------- | ------------------- |
| VoorBaarn                      | -                   | -                   | -                   | -                   | -                   | -                   | -                   | -                   | -                   | -                   | -                   | -                   | -                   | -                   | -                   | -                   | -                   | 3                   | 5                   |
| VVD                            | 3                   | 3                   | 5                   | 4                   | 4                   | 4                   | 6                   | 6                   | 6                   | 6                   | 6                   | 6                   | 7                   | 3                   | 5                   | 5                   | 4                   | 5                   | 3                   |
| GroenLinks                     | -                   | -                   | -                   | -                   | -                   | -                   | -                   | -                   | -                   | -                   | 1                   | 1                   | 1                   | 1                   | 1                   | 1                   | 2                   | 2                   | 3                   |
| D66                            | -                   | -                   | -                   | -                   | -                   | 1                   | -                   | 1                   | 1                   | 1                   | 3                   | 3                   | 2                   | 1                   | -                   | 2                   | 3                   | 3                   | 2                   |
| CDA                            | -                   | -                   | -                   | -                   | -                   | -                   | -                   | 7                   | 6                   | 6                   | 6                   | 4                   | 4                   | 3                   | 4                   | 3                   | 2                   | 2                   | 2                   |
| PvdA                           | 5                   | 5                   | 6                   | 6                   | 4                   | -                   | -                   | 5                   | 4                   | 5                   | 3                   | 4                   | 4                   | 3                   | 5                   | 2                   | 2                   | 1                   | 2                   |
| ChristenUnie                   | -                   | -                   | -                   | -                   | -                   | -                   | -                   | -                   | 1                   | -                   | -                   | 1                   | 1                   | 1                   | 1                   | 1                   | 1                   | 1                   | 1                   |
| 50PLUS                         | -                   | -                   | -                   | -                   | -                   | -                   | -                   | -                   | -                   | -                   | -                   | -                   | -                   | -                   | -                   | -                   | -                   | -                   | 1                   |
| BOP                            | -                   | -                   | -                   | -                   | -                   | -                   | -                   | -                   | -                   | -                   | -                   | -                   | -                   | -                   | 1                   | 3                   | 4                   | 2                   | -                   |
| Lijst Tinus Snijders           | -                   | -                   | -                   | -                   | -                   | -                   | -                   | -                   | -                   | -                   | -                   | -                   | -                   | -                   | 1                   | 1                   | 1                   | -                   | -                   |
| Groep Allal Ennahachi          | -                   | -                   | -                   | -                   | -                   | -                   | -                   | -                   | -                   | -                   | -                   | -                   | -                   | -                   | -                   | 1                   | -                   | -                   | -                   |
| Hart voor Baarn                | -                   | -                   | -                   | -                   | -                   | -                   | -                   | -                   | -                   | -                   | -                   | -                   | -                   | 7                   | 1                   | -                   | -                   | -                   | -                   |
| Protestants-Christelijke Lijst | -                   | -                   | -                   | -                   | 6                   | 6                   | 5                   | -                   | -                   | -                   | -                   | -                   | -                   | -                   | -                   | -                   | -                   | -                   | -                   |
| Progressief Akkoord            | -                   | -                   | -                   | -                   | -                   | 4                   | -                   | -                   | -                   | -                   | -                   | -                   | -                   | -                   | -                   | -                   | -                   | -                   | -                   |
| Progressief Baarn              | -                   | -                   | -                   | -                   | -                   | -                   | 7                   | -                   | -                   | -                   | -                   | -                   | -                   | -                   | -                   | -                   | -                   | -                   | -                   |
| KVP                            | 3                   | 3                   | 3                   | 4                   | 3                   | 2                   | 1                   | -                   | -                   | -                   | -                   | -                   | -                   | -                   | -                   | -                   | -                   | -                   | -                   |
| CHU                            | 2                   | 2                   | 2                   | 2                   | -                   | -                   | -                   | -                   | -                   | -                   | -                   | -                   | -                   | -                   | -                   | -                   | -                   | -                   | -                   |
| ARP                            | 4                   | 4                   | 3                   | 3                   | -                   | -                   | -                   | -                   | -                   | -                   | -                   | -                   | -                   | -                   | -                   | -                   | -                   | -                   | -                   |
| Boerenpartij                   | -                   | -                   | -                   | -                   | 2                   | -                   | -                   | -                   | -                   | -                   | -                   | -                   | -                   | -                   | -                   | -                   | -                   | -                   | -                   |
| Baarn +werkgroep               | -                   | -                   | -                   | -                   | -                   | 2                   | -                   | -                   | -                   | -                   | -                   | -                   | -                   | -                   | -                   | -                   | -                   | -                   | -                   |
| PSP / PPR                      | -                   | -                   | -                   | -                   | -                   | -                   | -                   | -                   | 1                   | 1                   | -                   | -                   | -                   | -                   | -                   | -                   | -                   | -                   | -                   |
| Totaal                         | 17                  | 17                  | 19                  | 19                  | 19                  | 19                  | 19                  | 19                  | 19                  | 19                  | 19                  | 19                  | 19                  | 19                  | 19                  | 19                  | 19                  | 19                  | 19                  |

### Burgemeesters
Baarn heeft sinds juli 1811 een burgemeester. Burgemeester Frans Pen was de eerste. De burgemeesters Pen, Laan, Mollerus van Westkerke, Teding van Berkhout en de Beaufort waren tegelijkertijd burgemeester van Eemnes. Toen de gemeentes in 1895 samen meer dan 5000 inwoners hadden, kreeg Eemnes een eigen burgemeester. De Beaufort bleef toen aan als burgemeester van Baarn.

## Onderwijs
basisonderwijs
- Amalia Astro – Prot.Chr.
- Basisschool St. Aloysius – R.-K.
- De Uitkijck – Openbaar
- Gaspard de Coligny – Prot.Chr.
- Guido de Brès – Prot.Chr.
- Koningin Wilhelmina – Prot.Chr.
- Montini – Jenaplanschool – R.-K.

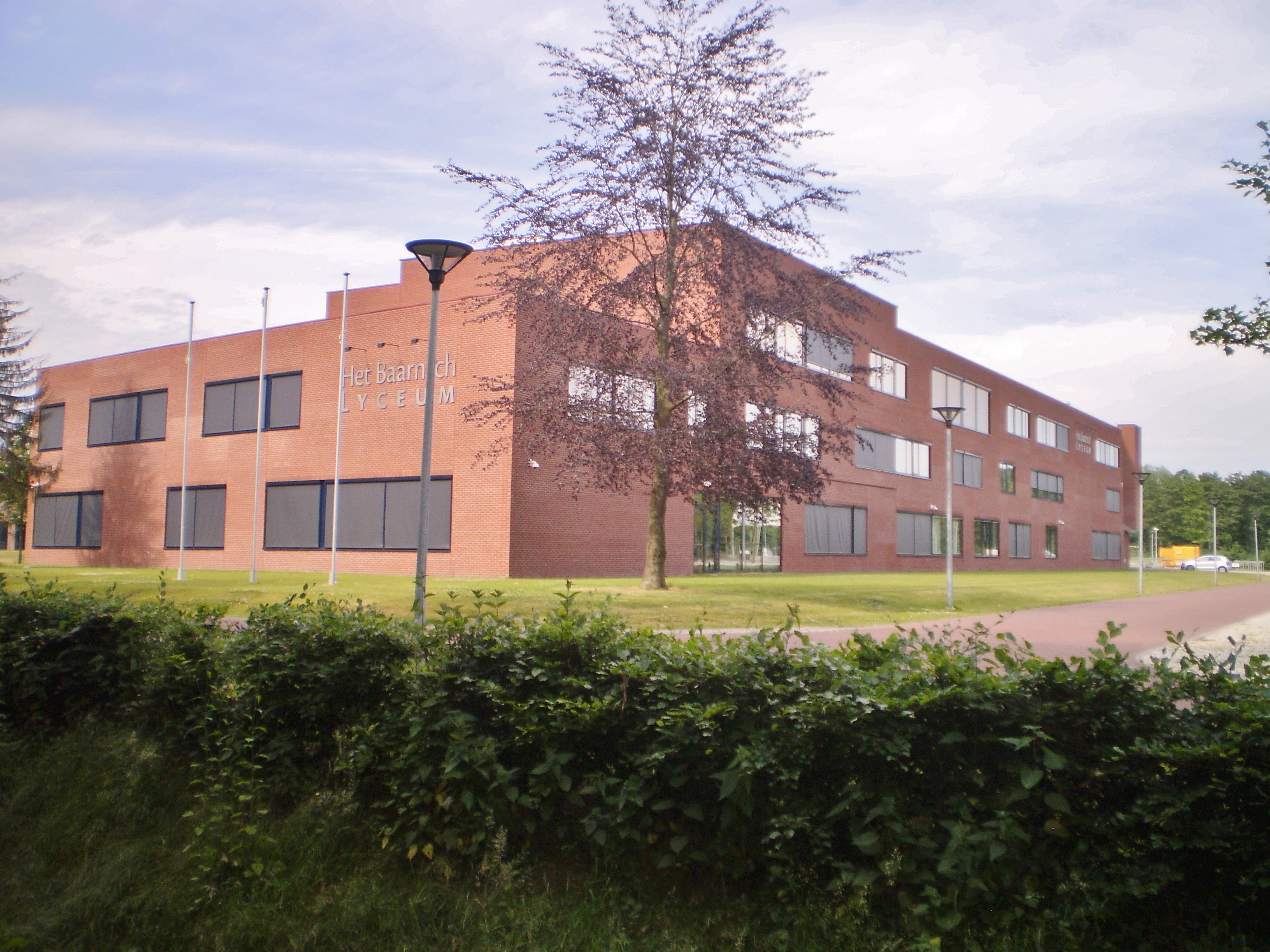
Baarnsch Lyceum

- Nieuwe Baarnsche School (NBS) – Alg. bijz.

voortgezet onderwijs
- Het Baarnsch Lyceum – havo, atheneum, gymnasium
- Waldheim-mavo – vmbo-t

## Cultuur

### Bezienswaardigheden
- Paleis Soestdijk
- Kasteel Groeneveld
- Amaliapark
- de Brink
- Pauluskerk
- Nicolaaskerk
- Gemeentehuis van Baarn
- Station met Koninklijke wachtkamer
- Cantonspark
- Emmapark
- Maarschalksbos
- Lage Vuursche en kasteel Drakestein
- De Naald van Waterloo
- Pekingtuin
- Baarnse Bos

### Monumenten
Twee delen van Baarn zijn een beschermd dorpsgezicht: Het Rode Dorp en Prins Hendrikpark e.o.. Verder zijn er in het dorp en de gemeente vele tientallen rijksmonumenten en enkele oorlogsmonumenten

### Media
De gemeente Baarn heeft een lokale omroep, RTV Baarn. De Baarnsche Courant verschijnt tweemaal per week. Het regionale dagblad in Baarn is De Gooi- en Eemlander. Dan zijn er nog twee gratis wekelijkse huis-aan-huisbladen: Het Baarns Weekblad en de Woonbode.
In Baarn staat een televisiestudio, Studio Baarn. Deze is te vinden op het bedrijventerrein Noordschil in de gelijknamige wijk.

## Geografie

### Aangrenzende gemeenten

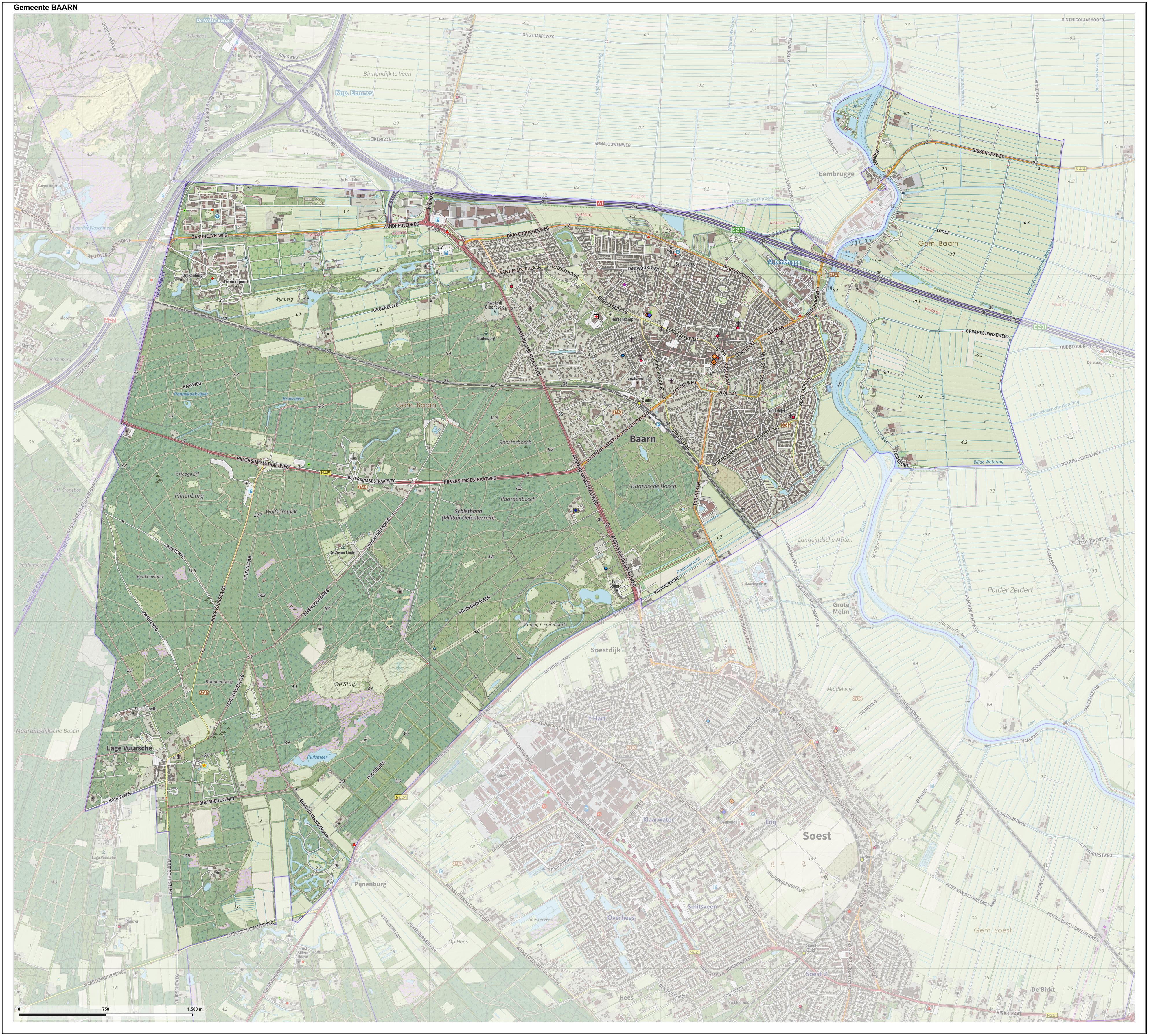
Topografische gemeentekaart van Baarn

| Aangrenzende gemeenten | Aangrenzende gemeenten | Aangrenzende gemeenten | Aangrenzende gemeenten | Aangrenzende gemeenten |
| ---------------------- | ---------------------- | ---------------------- | ---------------------- | ---------------------- |
| Laren (NH)             |                        | Eemnes                 |                        | Bunschoten             |
|                        |                        |                        |                        |                        |
| Hilversum (NH)         | Amersfoort             |                        |                        |                        |
|                        |                        |                        |                        |                        |
| De Bilt                |                        | Zeist                  |                        | Soest                  |

### Kernen, wijken en straten

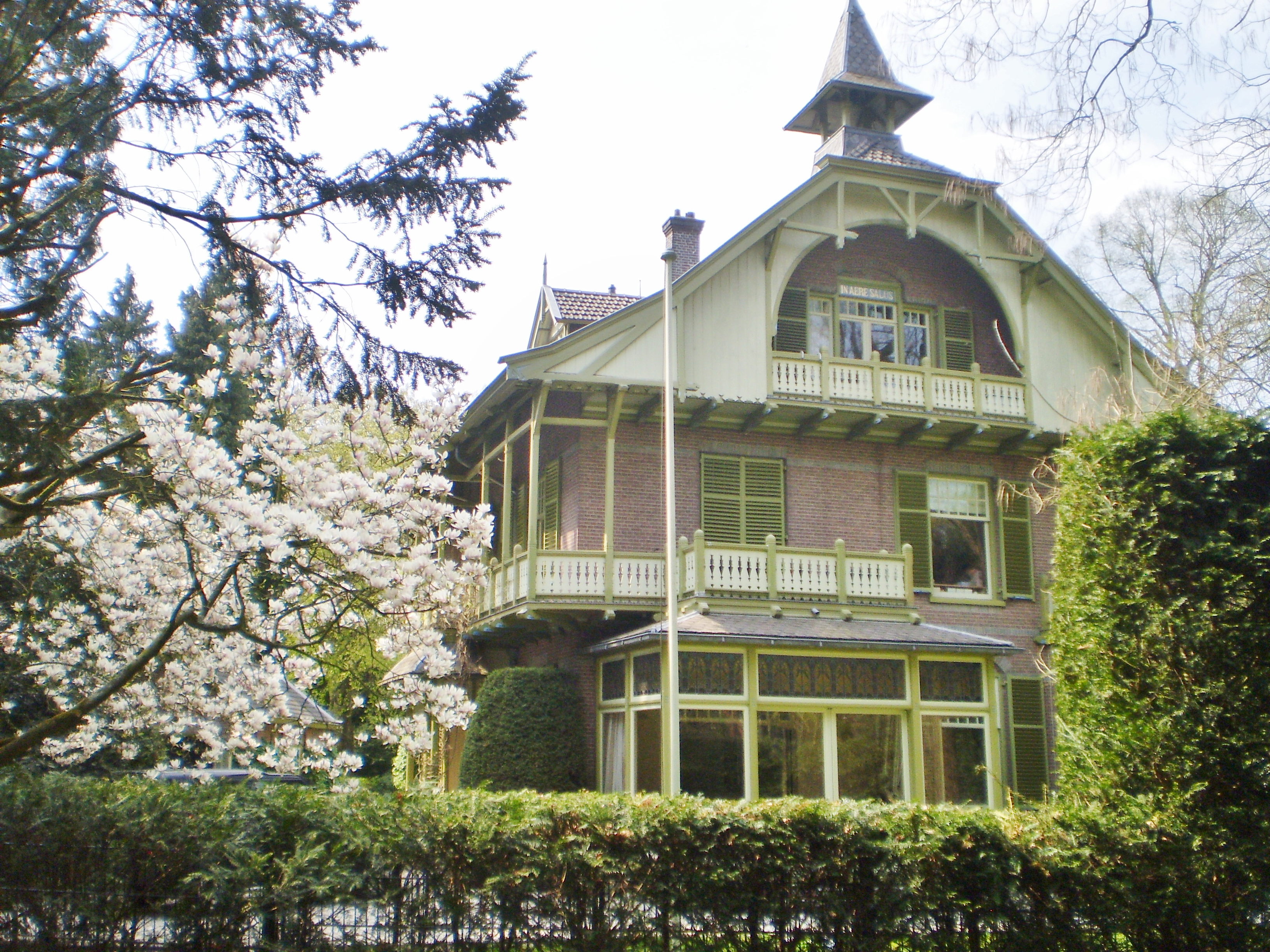
Villa Helvetia

Kernen
- Eembrugge
- Lage Vuursche

Wijken
- Amaliapark
- Centrum
- Componistenbuurt
- Eemdal
- Noordschil
- Oosterhei
- Pekingpark
- Prins Hendrikpark
- Professorenbuurt
- Rode Dorp
- Schoonoordpark
- Schilderswijk
- Staatsliedenbuurt
- Transvaalwijk
- Wilhelminapark
- Zandvoort
- Zeeheldenbuurt
- Tuindorp

## Sport
Baarn kent verschillende sportverenigingen, waaronder:
Atletiek
BAV
Badminton
BC Inside '82
Basketbal
Break Stars
Bootcamp
OutSport
Budofit
Braziliaans jiu jitsu
MD Fight Academy
Duiken
Duikteam Baerne
Fietscross
The Wheely's
Gymnastiek
Vita 2000
Handbal
HCLB
Hockey
BMHV
Jazzdance
Flexpoint
Indigo Jazz
Jiu jitsu / Judo
Budofit
Schietsport
SV Baarn e.o.
Tafeltennis
Elan
Tennis
de Geeren
Phonosmash
BLTC
Voetbal
SV Baarn
VV Eemboys
TOV
Volleybal
Touché '86
Watersport
WSV Eemland
BWV De Eem
Worstelen/krachtsport
WV Marshall
Zaalvoetbal
All Stars Baarn
Zwemmen/waterpolo
ZPC De Vuursche

## Stedenband
- Klášterec nad Ohří, Tsjechië